# 湘南宗化
湘南 宗化（しょうなん そうけ、天正15年（1587年） - 寛永14年7月23日（1637年9月11日））は、安土桃山時代から江戸時代初期にかけての臨済宗の僧。

## 生涯
幼名は拾。養父は山内一豊、養母は見性院。実の両親については不明。
近江国長浜で一粒種の長女・与祢を天正13年11月29日（1586年1月18日）の天正地震で失い、気落ちしていた一豊夫妻に、与祢供養の門前（家の前とする説もある）で拾われて息子同様に育てられた。しかし、豊臣秀次が跡継ぎ問題で切腹した文禄4年（1595年）頃に、養父・一豊の命令で家を離れて出家する。これは血筋でない彼に継がせるのは山内家にとって問題になると考えたとされる。
拾は京都で修行を積み湘南宗化となり、養父母から土佐国の吸江寺を与えられて住職となる。また、京都妙心寺大通院の第2代住持でもあり、朝廷から紫衣の勅許を受けるほどの高僧となった。土佐慶徳山円明寺（江戸時代に焼失）の中興を行っている。この妙心寺大通院は山内家菩提寺となり、ここに一豊夫婦の京都墓所もある。また、見性院は夫・一豊が慶長10年（1605年）に死去すると、土佐を引き払い湘南宗化のいる妙心寺近くに移り住み湘南和尚に再会を果たす。見性院は余生を京都で過ごし、大通院に居た湘南は、見性院を折に触れ訪ね孝行したという。
湘南は寛永10年（1633年）、見性院の十七回忌に当たり、京都に見性閣を設けた。そして、義母の恩に報いるため盛大な法事を行った。ちなみに一豊夫婦は二妙心寺に祀られている。寛永14年（1637年）、妙心寺で死去。墓も妙心寺。法名は湘南宗化大航普済禅師。
なお、湘南宗化の妙心寺時代の弟子（土佐吸江寺にも同行）に山崎闇斎がいる。